# Szwedy (województwo podkarpackie)
Szwedy – wieś w Polsce położona w województwie podkarpackim, w powiecie niżańskim, w gminie Jarocin. Leży nad rzeką Bukową.
W latach 1975–1998 miejscowość administracyjnie należała do województwa tarnobrzeskiego.

## Części wsi
| SIMC    | Nazwa     | Rodzaj    |
| ------- | --------- | --------- |
| 0795181 | Madeje    | część wsi |
| 0795198 | Moklaki   | część wsi |
| 0795206 | Nowa Ruda | część wsi |
| 0795212 | Sędziaki  | część wsi |
| 0795229 | Wołoszyny | część wsi |

## Historia
W Słowniku Geograficznym Królestwa Polskiego i innych krajów słowiańskich z 1882 roku zawarty jest poniższy zapis:

Szwedy albo Szwedów, wólka do Jastkowic, powiat tarnobrzeski, składa się z 40 domów i 207 mieszkańców. Leży na lewym brzegu potoku Bukowego (prawy dopływ Sanu), w lesistej i piaszczystej równinie, wzniesionej 178 m n.p.m. Od północy otacza ją las, od wschodu wydmy piaszczyste, na południu graniczy z Bukową czyli Domosławą i Wołoszynem. Powstała w XVIII w., może przez osiedlenie jeńców szwedzkich.